# Guarea velutina
Guarea velutina är en tvåhjärtbladig växtart som beskrevs av Adrien Henri Laurent de Jussieu. Guarea velutina ingår i släktet Guarea och familjen Meliaceae. Inga underarter finns listade i Catalogue of Life.